# 埃爾興根戰役
埃尔兴根戰役發生於1805年10月14日，是烏爾姆戰役中的一場戰役，由米歇爾·內伊率領的第六軍和約翰·裡施率領神聖羅馬帝國軍交戰。
內伊元帥取得了大勝並擊潰了神聖羅馬帝國的部隊，使得他們必須撤退到烏爾姆。

## 註腳
1. ↑  Young-Chandler, 377. 認為為793名士兵傷亡
2. ↑  Smith, 204. 列出6,000名士兵傷亡.